# Bratca
Bratca (in ungherese Barátka) è un comune della Romania di 5 246 abitanti, ubicato nel distretto di Bihor, nella regione storica della Transilvania.
Il comune è formato dall'unione di 4 villaggi: Beznea, Bratca, Damiș, Lorău, Ponoară, Valea Crișului.